# 压缩机

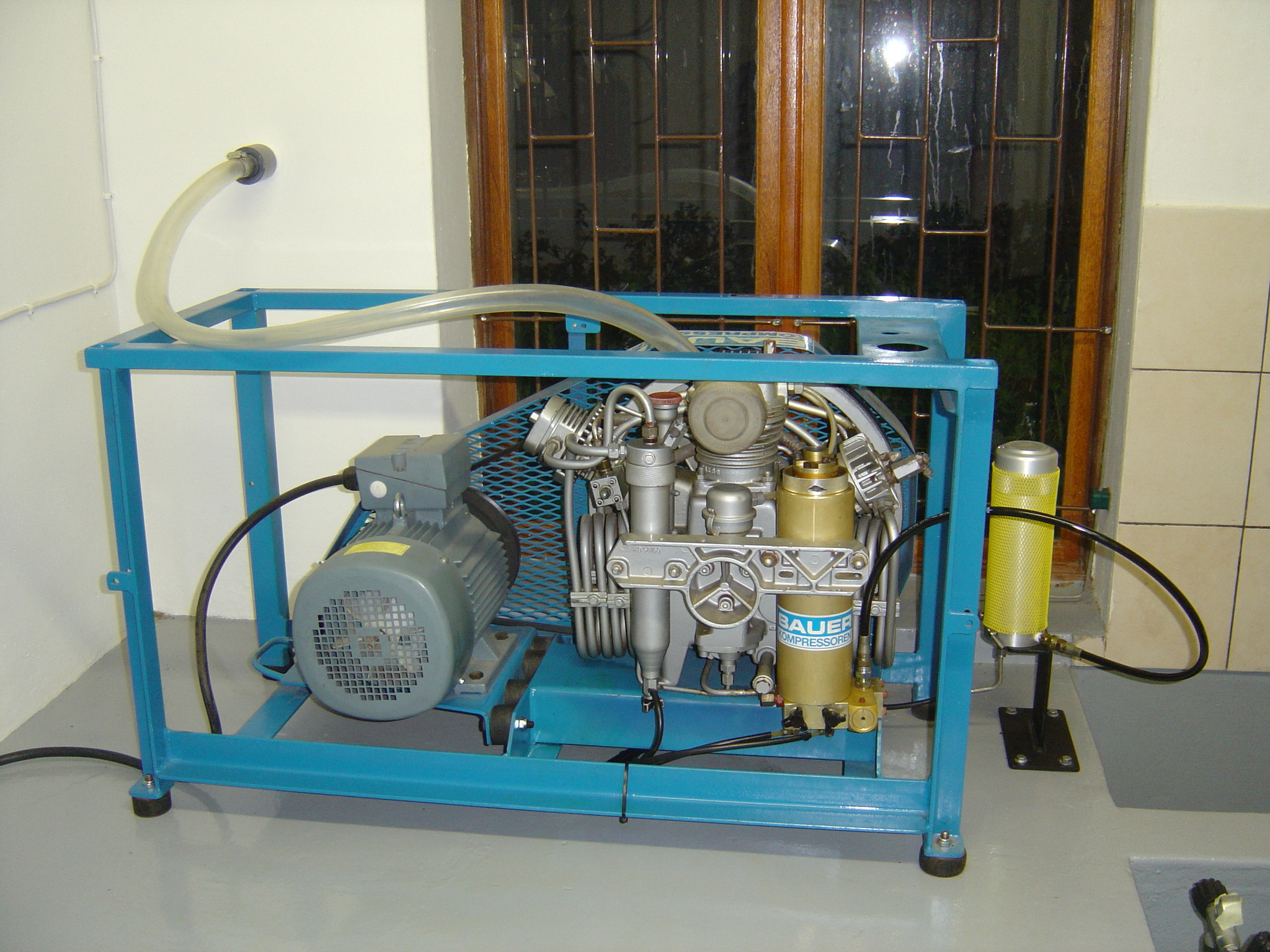
小型固定式的高壓呼吸氣體壓縮機，用來為水肺氣瓶充氣

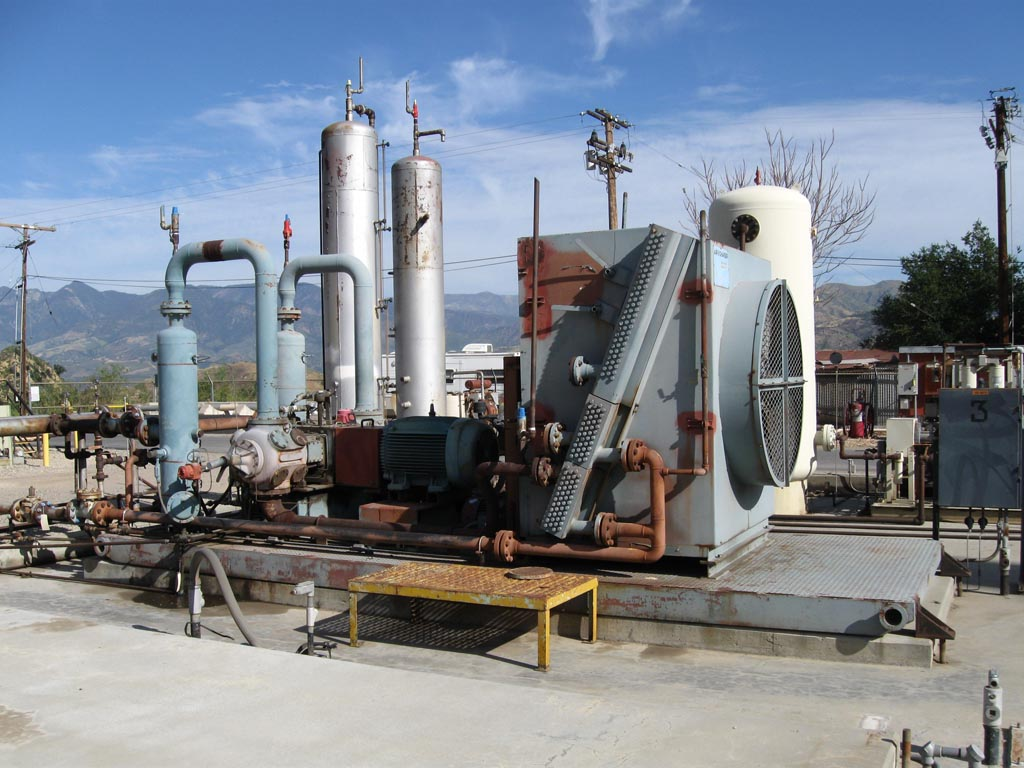
天然氣井裡的天然氣壓縮機

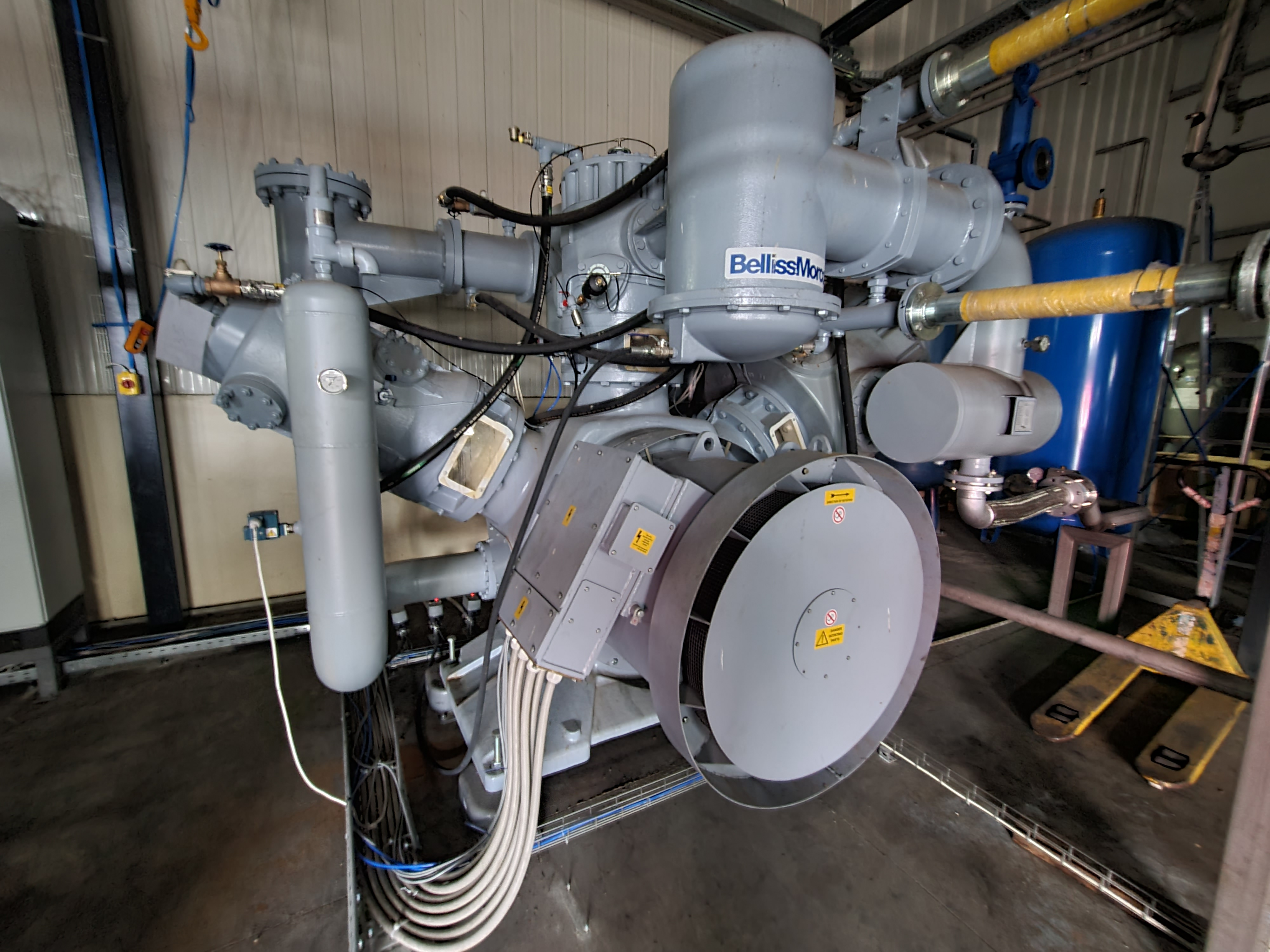
Belliss and Morcom的高壓往復式壓縮機，用在装瓶廠

壓縮機（英語：Compressor），是一種將氣體壓縮同時提升氣體壓力的機械，其应用广泛，常见的应用领域包括：壓縮冷媒（如：冰箱、暖通空調，原理為熱泵與製冷循環）、壓縮空氣（如：空氣壓縮機）、壓縮氣體（如：壓縮氫氣）、提供壓縮氣體作為工业驱动動力，如：硅化工、石油化工、天然气输送等。
有些壓縮機是多段式的。多段式壓縮機可以視為將壓縮分為多段，並且用多個較小的壓縮機接續完成壓縮。以二段壓縮機為例，其中第一段壓縮先將氣體壓縮到一定壓力，再由第二段將氣體繼續加壓。一般來說，負責第二段的組件，在體積上會比負責第一段的壓縮機要小，第二段的功用是配合已壓縮的氣體，再加壓到所需的壓力。每一段壓縮機都會壓縮氣體，增加其壓力，若沒有額外冷卻的話，也會增加其溫度。

## 分類
壓縮機和泵浦類似，兩者都是增加流體的壓力，並且讓流體可以透過管道輸送。主要的差異是壓縮機會改變流體的密度或是體積，多半只對氣體才能達到此效果。氣體可以壓縮，液體相對來說是無法壓縮的，因此很少會將壓縮機用在液體上。

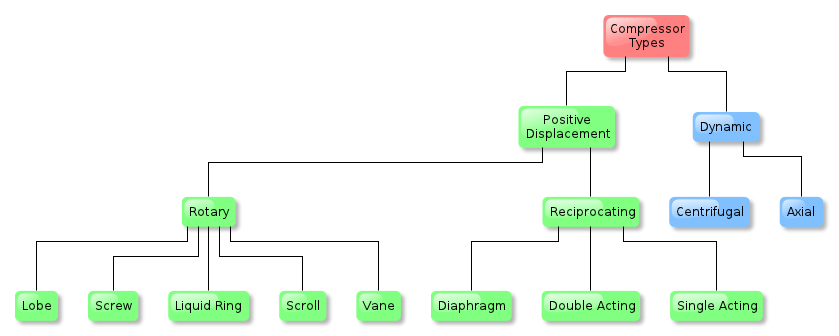

主要的氣體壓縮機分類圖示如下：

### 容積式壓縮機
容積式（或稱正排量式）壓縮機容積式壓縮機乃是將氣體導入一密閉空間中，透過壓縮原有氣體所散布的空間體積而使內部壓力上升，而將機械能轉換為壓力能。是利用機械連桿的位移，來達到壓縮氣體的效果。因為在熱力學上，因為活塞位移造成的體積增加，視為是活塞的正位移，故得其名。

#### 往復式壓縮機

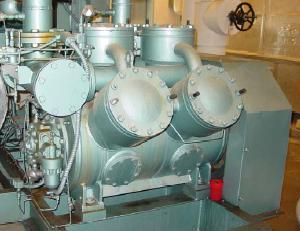
由發動機帶動的六缸往復式壓縮機，可以運作在二缸、四缸及六缸的模式

往復式壓縮機是由曲柄軸帶動活塞來壓縮氣體，可以是固定式或是移動式的，可以是單段或是多段，可以用電動機或是內燃機驅動。功率介於5至30 馬力的小壓縮機，常用在汽車內，多半是间歇性的使用。大功率的往復式壓縮機，功率可以超過1,000 hp（750 kW），常用在大型的工業設備或是石化產業中。排氣壓力範圍很廣，可以是低壓，也可以是非常高的壓力（>18000 psi或124 MPa）。這類的應用中（例如空氣的加壓），一般認為多段雙動的壓縮機是目前可購得的壓縮機中效率最高中的，但相較於同功率的旋轉動力式壓縮機，往復式壓縮機的體積較大，價格也比較貴。另外一種常用在汽車車廂空氣調節的壓縮機，是斜盤式（swash plate）或搖擺盤（wobble plate）的壓縮機，利用軸上裝的斜盤來進行壓縮。
家用、家庭工坊或是小型工作場所用的壓縮機多半是往復式壓縮機，功率1.5 hp（1.1 kW）或是更小，會配合貯氣筒。
線性壓縮機也是往復式壓縮機，而其活塞是由線性馬達的轉子所帶動。
這類的壓縮機可以壓縮許多種類的氣體，包括冷媒、氫體以及天然氣。因此在許多不同的產業中都可以使用，也可以設定成不同的尺寸、氣缸數，或是有氣缸卸載（cylinder unloading）功能。不過其缺點是由於其餘隙體積（clearance volume）而有的較大損失，或是排氣閥以及吸氣閥產生的阻力，重量較重，因為移動件較多造成的不易保養問題，而且往復式壓縮機在其本質上就會有振動。

#### 薄膜壓縮機
薄膜壓縮機（diaphragm compressor或membrane compressor）是傳統往復式壓縮機的變形。此壓縮機是由可撓的薄膜取代活塞來壓縮氣體。薄膜的四周固定不動，中心點的往復運動是由連桿和曲柄軸來控制。薄膜壓縮機中只有缸壁和薄膜會和要壓縮的氣體接觸
。
往復式壓縮機因為活塞的往復運動，在活塞和氣缸壁之間需要有間隙，也因此會有洩漏的情形，薄膜壓縮機不需要間隙，適用於壓縮有毒以及可能會爆炸的氣體。像壓縮氫氣以及壓縮天然氣就會用薄膜壓縮機進行，也可以用在其他的應用中。

#### 離子液體活塞壓縮機
離子液體活塞壓縮機也稱為離子壓縮機（ionic compressor）或是離子液體活塞泵（ionic liquid piston pump），是一種氫氣壓縮機，不過是使用离子液体活塞，而不是像薄膜壓縮機中使用的金屬活塞。

#### 螺旋式壓縮機
螺旋式壓縮機（Rotary screw compressors）使用二個相配合，會旋轉的正位移螺旋，強迫氣體進入較小的空間內。在商業及工業上的應用多半是連續使用，可以是固定式或是行動式。其應用的功率範圍3匹馬力（2.2千瓦特）到超過1,200匹馬力（890千瓦特），壓力從低壓到相當高的壓力（>1,200 psi或8.3 MPa）。

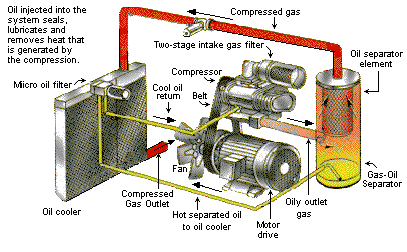
螺旋式壓縮機的示意圖

螺旋式壓縮機的分類會依其級數、冷卻方式、驅動方式等因素來分類。 目前在販售的螺旋式壓縮機可分為喷油式（Oil Flooded）、噴水式（Water Flooded）及乾式（Dry type）。壓縮機的的效率會和空氣乾燥器有關，空氣乾燥器的選用要選擇其體積遞送（volumetric delivery）需為壓縮機的1.5倍。
目前也有使用一個螺旋或是使用三個螺旋的螺旋式壓縮機。
螺旋式壓縮機的可動件較少、容量較大、其振動及喘振（surging）較小，可以在不同的速度運作，一般來說效率較高。較小型的螺旋式壓縮機，或是轉速較低的螺旋式壓縮機沒有實用價格，因為壓縮孔穴之間，或是螺旋和壓縮機機殼的間隙會造成的本質漏氣。需要有很精細的加工誤差，才能避免太大的漏氣損失，若非正常使用或是保養不當，很容易損壞。

#### 旋片壓縮機

離心的旋片泵，其轉子會以其圓心為中心旋轉，轉子上的葉片後面有彈簧的彈力，使葉片邊緣會和泵腔室的內緣接觸

旋片壓縮機（Rotary vane compressors）其中有一個轉子，轉子內部有數個徑向的槽，上面裝有數個葉片，轉子以偏心的方式裝在一個較大的壓縮機腔室內，腔室可能是圓形的，也可能是其他較複雜的形狀。旋片壓縮機運作時，轉子會會以其圓心為中心旋轉，葉片會在槽中滑動，後面也可能有彈簧的施力，使葉片外緣和腔室的內緣相接觸。因此這些旋轉的葉片形成許多逐漸變大，之後又逐漸變小的空間。旋片壓縮機和往復式壓縮機都是相當古老的壓縮機技術。
配合適當的管路連接，這類設備可以作為壓縮機或是泵來使用。可以是固定式或是活動式，可以是單級或是多級，可以由電動機或是內燃機驅動。乾式的旋片機一般會用在大量液體的輸送，壓力較低，而微油式的旋片機其容積效率較高，可以在單級下達到壓力13 bar（1,300 kPa；190 psi）。旋片壓縮機很適合由電動機驅動，其運作會比內燃機驅動的壓縮機要安靜很多。
旋片壓縮機的機械效率可以到90%。

#### 滾動活塞式

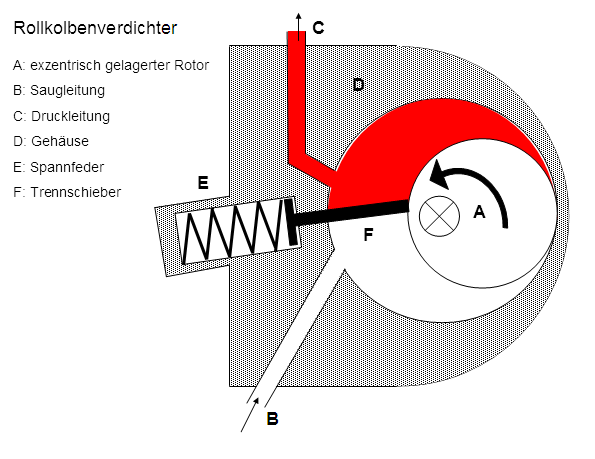
滾動活塞式壓縮機

滾動活塞式（Rolling piston）壓縮機內使用的是滾動活塞，是在轉子以及葉片之間的元件
。滾動活塞和靜止的葉片一起對氣體施力壓縮。
有些應用會在同一個傳動軸上裝二個不同相位的滾動活塞壓縮機，增加壓縮容量，也減少噪音以及振動。。若將滾動活塞式壓縮機中的彈簧移除，即為swing compressor。
在冷凍空調應用中，這類的壓縮機會稱為rotary compressor，而轉動螺旋式壓縮機會簡稱為螺旋式壓縮機（screw compressors）。
這類壓縮機在活塞和氣缸壁之間的間隙洩漏較往復式壓縮機要小，因此其效率也會比較高。在相同的壓縮機輸出下，滾動活塞式壓縮機的體積和重量都只有往復式壓縮機的40%至50%，這在產品的原材料成本以及運費上都是優勢，相較於往復式壓縮機，滾動活塞式壓縮機還有振動較小、元件較少、可靠度較高的優點。但其結構只允許壓縮能力在5冷凍噸以下，其可靠程度不如比其他型的壓縮機，因為有些壓縮機沒有間隙洩漏，相較起來，滾動活塞式壓縮機的效率會比較差。

#### 渦卷式壓縮機
渦卷式壓縮機，也稱為渦卷式泵、渦卷式真空泵，是用二個交錯的渦卷葉片來壓縮流體。渦卷葉片的幾何可能是漸伸線；阿基米德螺线或是其他複合曲線。其運作平順安靜，相較於其他低壓縮能力的壓縮機，渦卷式壓縮機的可靠度較高。

渦卷式壓縮機的動作

渦卷式壓縮機常見的運作會讓一個渦卷固定，另一個渦卷本身不旋轉，而是繞行固定的軌道運動，會壓縮二個葉片之間的流體。
渦卷式壓縮機固定渦卷和活動渦卷之間的間隙很小，因此壓縮機的容積效率相當高。
渦卷式壓縮機比往復式壓縮機要輕、體積要小、可動作較少，也比較可靠，因此大量的用在空調以及冷凍應用上。不過其價格較貴。若在設計冷凍空調系統時，價格是重要考量因素時，會改用peltier冷卻器、滾動活塞壓縮機或是往復式壓縮機。
在1990年代初期，Volkswagen G60和G40引擎裡的G rader，就是用渦卷式壓縮機作為机械增压器。
若將渦卷式壓縮機和滾動活塞壓縮機、往復式壓縮機比較，渦卷式壓縮機零件較少，結構較簡單，因此比較可靠，而且沒有閥門，也沒有餘隙容積，因此效率較好。不過若和螺旋式壓縮機、離心式壓縮機比較，渦卷式壓縮機的效率就比較差，壓縮能力也比較低。

### 旋轉動力式壓縮機

#### 離心式壓縮機

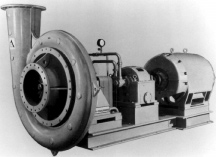
單段的離心式壓縮機

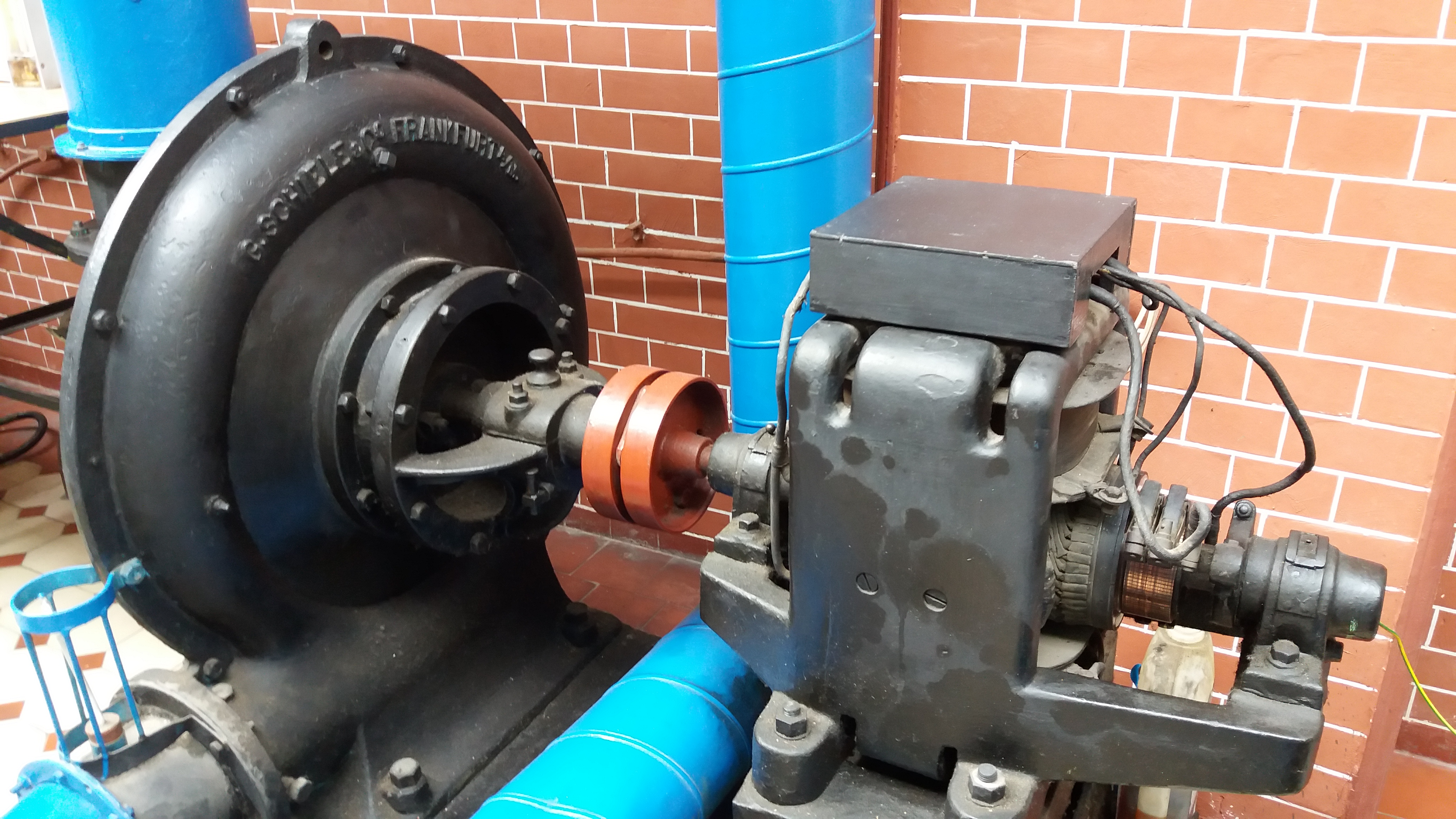
1900年代初期，單段的離心式壓縮機

離心式壓縮機（Centrifugal compressors）利用外形設計過的壓縮缸，配合在其中旋轉的圓盤或是葉輪，迫使氣體往葉輪的外圍移動，增加氣體的速度。擴壓器（漸縮導管）將動能轉換為壓力能。離心式壓縮機主要用在工廠內需連續使用的固定式設備，像是煉油廠、化學工廠、石油化工廠以及天然氣處理工廠等。其壓縮能力從100匹馬力（75千瓦特）到上千馬力。若是多級的壓縮機，其輸出壓力可以超過1,000 psi（6.9 MPa）。
大型的冷凍空調系統大量的使用這類壓縮機以及螺旋式壓縮機。也有使用磁性軸承（磁浮）以及空氣軸承的離心式壓縮機。
許多大型的造雪機器（像滑雪場所使用的）會使用這種壓縮機。在內燃機引擎中也會使用離心式壓縮機（例如机械增压器及渦輪增壓器）。在小型的燃氣渦輪發動機中也會使用這類壓縮機，或是中型燃氣渦輪發動機的最終壓縮段使用。
離心式壓縮機是目前各類壓縮機裡，壓縮能力最大的，在半載下可以有高效率，若使用磁性軸承或是空氣軸承，即為無油（oil-free）壓縮機，在蒸發器以及冷凝器應用時的熱傳係數較好，相較於同壓縮能力的往復式壓縮機，重量可以減少90%，體積只有50%，產生的振動最小。不過其初期成本較高，其葉輪要在高速下運轉，需要用CNC進行精密加工，小功率的壓縮機因為成本考量，不可能使用離心式壓縮機，而且離心式壓縮機容易出現喘振（surging）的現象。喘振是出現氣體回流（從排氣端流到進氣端）及正流振盪的情形，會破壞壓縮機，特是其軸承以及傳動軸。喘振是因為排氣端的壓力高過壓縮機的輸出壓力，因此氣體回流，回流後排氣端壓力又恢復正常，因此氣體再正常流動，因此氣體會在壓縮機以及其需要供應氣體的設備之間往復流動，造成振盪。

#### 混流式壓縮機
混流式壓縮機類似離心式壓縮機，但在氣體離開轉子時除了有徑向速度外，也有軸向速度。會用擴壓器將混流流動轉換為軸向流動。和傳統的離心型壓縮機（同級，同壓縮比）比較，混流式壓縮機的速度是離心型壓縮機的1.5倍。

#### 軸流式壓縮機

軸流式壓縮機的動畫

軸流式壓縮機（Axial compressors）是動態旋轉的壓縮機，秧用一連串類似風扇葉片的機構，漸近進式的壓縮流體，會用在需要大流率或是小型化的應用。
軸流式壓縮機的葉片一般會是會由多個組成一排，其中會兩兩成對，一個是轉動的轉子，另一個是不轉動的定子。轉子負責將流體加速，定子則負責將流體減速，調整流體方向，預備流往下一段的轉子。軸流式壓縮機幾乎都是多段的，其氣體通過截面積會漸漸縮小，以維持最佳的軸向马赫數。一般來說，超過五級以上的軸流式壓縮機，或是壓縮比超過4:1的軸流式壓縮機需要加上額外的設計才能正常動作，例如可變角度的轉子（可變傾角入口導葉、可變傾角定子葉片），可以讓氣體中途離開壓縮機的機制（稱為interstage bleed），或是分為多個轉動組件（例如twin spool）。
軸流式壓縮機有高效率，在設計條件下約為90%的多方过程。不過其價格相對較高，需要大量的元件、很小的公差以及高品質的材料。軸流式壓縮機用在中型到大型的燃氣渦輪發動機，天然氣泵站，以及一些化工廠。

### 非旋轉的動力式壓縮機

#### 氣泡式壓縮機

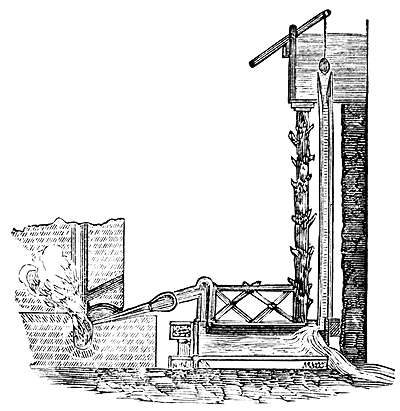
加泰隆尼亞的鍛造用trompe

氣泡式壓縮機（Air bubble compressor）也稱為trompe，是以水為動力的壓縮機，早在電力壓縮機發明之前就已使用。
氣泡式壓縮機利用紊流將空氣和水混合後，注入地下的壓縮缸中，在地下壓縮缸中空氣會和水分離。落下水的重量會壓迫氣體集中在壓縮缸的上方。壓縮缸的隱沒式出口讓水可以從比入口低的位置流出。壓縮缸的上方有氣體出口，壓縮空氣從上方排出。1910年時在加拿大安大略省Cobalt附近的蒙特婁河就以此原理建造了壓縮機，提供壓縮空氣給鄰近的礦坑，功率到達5,000馬力。

### 全密封、開放式或是半密封

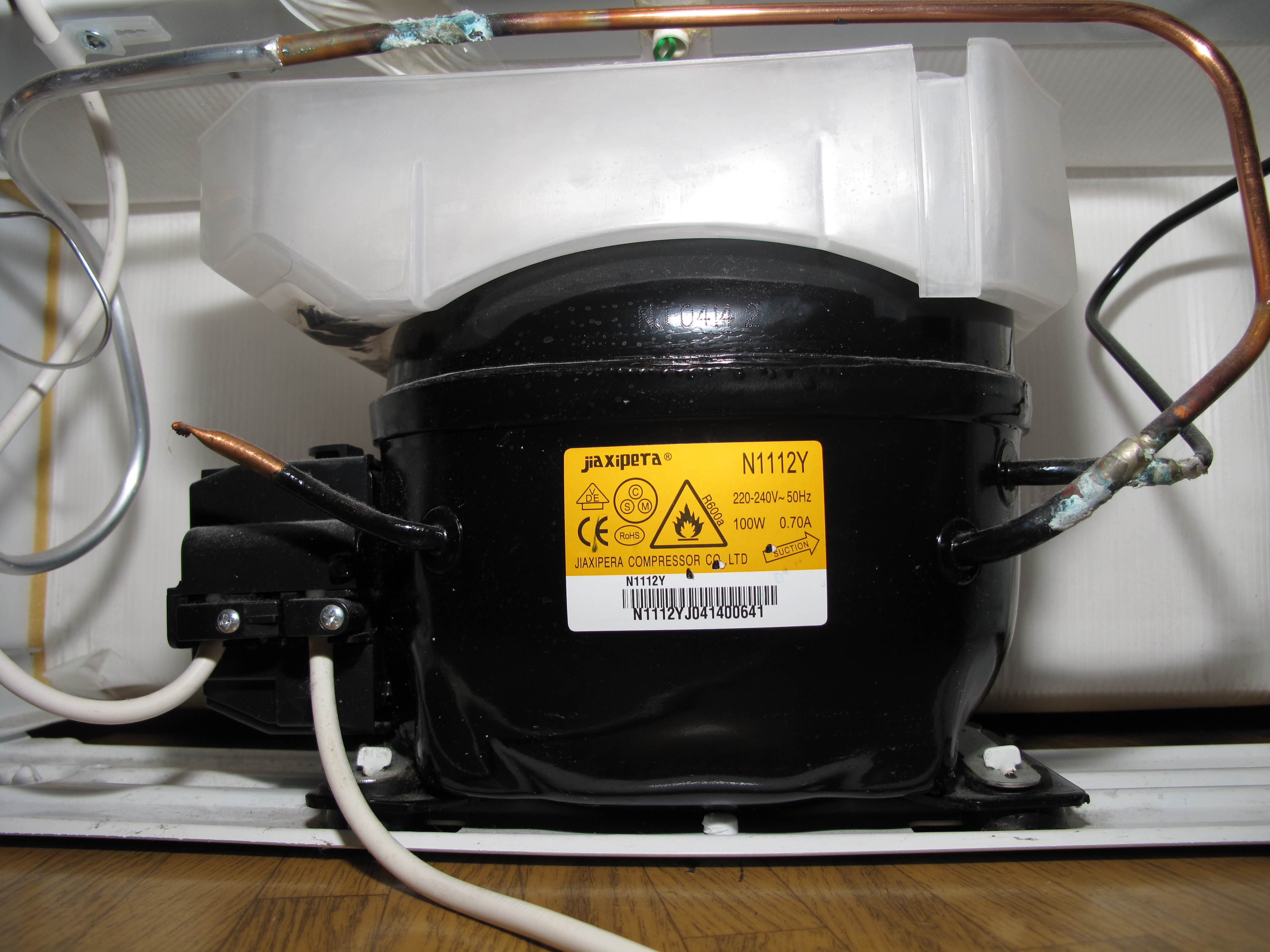
常應用在家用冰箱的小型全密壓縮機，一般有一個圓形，完全焊接密封的外層鐵殼，將氣體留在系統內部不會泄漏，以此例來說，其中會有的氣體是（R600a）异丁烷製冷劑。此設計沒有氣體泄漏的途徑

蒸氣壓縮製冷中會使用壓縮機壓縮制冷劑，若要在不維修的情形下持續運作數年，需維持在幾乎零泄漏的狀態，以免制冷劑流失。這需要有非常有效的密封裝置，甚至在設計上就去除所有開口以及需要的密封裝置，形成密封系統。製冷用的壓縮機可以分類為全密封（hermetic）、開放式（open）或半密封（semi-hermetic），以說明壓縮機的密封情形，以及發動機是否會接觸到所壓縮的氣體。除了製冷外，有些特殊應用也會需要用到全密封的壓縮機，一般是在處理有毒、有污染性或是可能爆炸的氣體，最常見的是在石化產業的應用。
在全密封壓縮機以及大部份半密封壓縮機裡，會將壓縮機和動力來源整合，在密封系統內的壓縮氣體裡運作。其發動機是設計成可在充滿壓縮氣體的環境下運作，也可能是靠氣體來散熱。開放式壓縮機有外部發動機驅動連接到壓縮機內部的軸，要靠軸周圍的旋轉油封（rotary seal）才能維持內部的氣體壓力。
全密封和半密封的差異是全密封壓縮機用一個一體成形的鑄鐵外殼將壓縮機包裹在內，無法打開維修，若全密封壓縮機損壞，直接更換新的即可。半密封壓縮機也有大的鑄鐵外殼，但有有密封片的蓋子以及螺絲，可以打開蓋子，更換其中發動機或其他元件。全密封和半密封的主要好處是沒有路徑讓氣體漏出到系統以外。開放式的主要好處是可以用任何的動力源來驅動，可以依應用選擇最適當的發動機，甚至也可以使用内燃机或涡轮发动机，另一個好處是可以在不打開冷卻系統的情形下維修動力源。
開放式壓縮機（例如汽車冷氣）比較容易有工質氣體泄漏的問題。在運作時，開放式中的潤滑油會噴濺到泵浦以及油封上，以此達到潤滑効果。若長久沒有使用，油封裡的潤滑劑會慢慢揮發，油封也會開始泄漏，導致系統無法正常使用，需要修理及重新補充要壓縮的氣體。相反的，全密封和半密封壓縮機可以維持數年不使用，要使用時直接啟動即可，不需保養，也不會有壓力下降的問題。就算是潤滑良好的油封，還是會隨著時間泄漏小部份氣體，尤其是壓縮氣體可溶於潤滑油時更是如此，不過若油封製造良好，也有正常保養，泄漏氣體的量非常的小。
全密封壓縮機的缺點是發動機無法維修或保養，若是損壞只能整個更換。另一個缺點是若其中的馬達繞組燒壞，會污染整個系統，需要將其中的氣體抽出更換（半密封的壓縮機，若馬達是在冷媒中運作的，也有類似問題。）一般來說，全密式壓縮機會用在低成本、工廠組裝的家電產品中，修理以及人工的成本比產品本身還貴。半密封壓縮機會用在中大型的冰箱或空調系統，維修費用比壓縮機本身要便宜。全密封壓縮機比半密封或是開放式的壓縮機要簡單，成本也比較低。

## 氣體壓縮的熱力學

### 等熵壓縮機
壓縮機可以理想化為內部可逆且绝热的設備，因此在穩態下為等熵过程，也就是其熵的變化是0。
流體過程中焓的變化可以用下式計算
dH = VdP +TdS
因為等熵，dS為零
dH = VdP
若是一些正排量式的壓縮機，不是流體等熵過程，可以使用另一個方程式。
dH = PdV
在定義壓縮行程為等熵过程後，即可得到行程的理想效率，以及理想壓縮機的性能，可以和實際壓縮機的性行相比較。美國機械工程師學會（ASME）PTC 10 Code中使用的等熵壓縮是指可逆、絕熱的壓縮行程。
壓縮機的等熵效率如下：
{\displaystyle \eta _{C}={\frac {\rm {Isentropic\;Compressor\;Work}}{\rm {Actual\;Compressor\;Work}}}={\frac {W_{s}}{W_{a}}}\cong {\frac {h_{2s}-h_{1}}{h_{2a}-h_{1}}}}
{\displaystyle h_{1}}是初始狀態的焓
{\displaystyle h_{2a}}是實際行程下，最終狀態的焓
{\displaystyle h_{2s}}是等熵行程下，最終狀態的焓

### 壓縮機需要的功

#### 比較可逆壓縮機以及不可逆壓縮機
令{\displaystyle q}為熱，{\displaystyle w}為功，{\displaystyle ke}為動能，{\displaystyle pe}為位能。
真實的壓縮機：

{\displaystyle \delta q_{act}-\delta w_{acteltaq_{act}}{T}\geq 0}

而且，{\displaystyle ds\geq {\frac {\delta q_{act}}{T}}}，其中的T是絕對溫度，恆大於0，因此得到
{\displaystyle \delta w_{rev}\geq \delta w_{act}}
或者

{\displaystyle w_{rev}\geq w_{act}}
因此，像泵和壓縮機這類需要功輪入的設備（其功為負值），逆向運作時需要的功比較小。

#### 壓縮行程中的冷卻效果

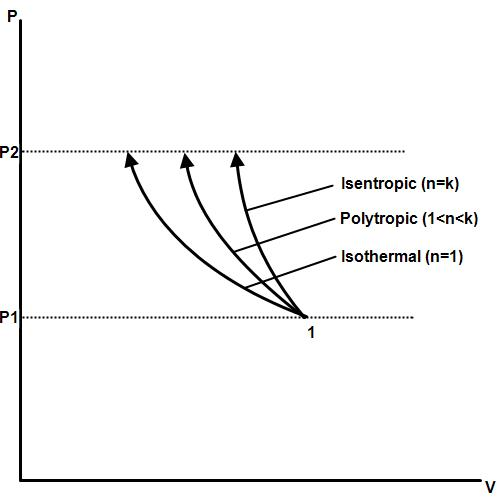
在P-v（壓力對比容）圖上比較等熵壓縮、多方壓縮以及等溫壓縮

等熵过程（isentropic）過程：沒有冷卻

多方过程（polytropic）過程：有部份冷卻

等温过程（isothermal）過程：最大程度的冷卻
以下是針對流體和行程的假設，在壓力{\displaystyle P_{1}}和{\displaystyle P_{2}}之間。
流體的焓變化為VdP
所有行程都是內部可逆
氣體行為類似理想氣體，有定熱容量
等熵（{\displaystyle Pv^{k}=constant}，其中{\displaystyle k=C_{p}/C_{v}}）:

{\displaystyle W_{comp,in}={\frac {kR(T_{2}-T_{1})}{k-1}}={\frac {kRT_{1}}{k-1}}\left[\left({\frac {P_{2}}{P_{1}}}\right)^{(k-1)/k}-1\right]}
多方（{\displaystyle Pv^{n}=constant}）

{\displaystyle W_{comp,in}={\frac {nR(T_{2}-T_{1})}{n-1}}={\frac {nRT_{1}}{n-1}}\left[\left({\frac {P_{2}}{P_{1}}}\right)^{(n-1)/n}-1\right]}
等溫（{\displaystyle T=constant}或{\displaystyle Pv=constant}）：

{\displaystyle W_{comp,in}=RTln\left({\frac {P_{2}}{P_{1}}}\right)}
比較三個過程，等熵壓縮（{\displaystyle Pv^{k}=constant}）需要的功最大，等溫壓縮（{\displaystyle T=constant}或{\displaystyle Pv=constant}）需要的功最小。針對多方過程（{\displaystyle Pv^{n}=constant}），若指數變小，在壓縮過程的熱阻隔增加，所需要的功也會變小。在壓縮機的應用中，常見的氣體冷卻方式是在壓縮機外加上冷卻套管（cooling jackets）。

### 溫度
壓縮氣體會使其温度上昇。
針對氣體的多方过程：
{\displaystyle {\begin{cases}pV^{n}={\text{constant}}=p_{1}V_{1}^{n}=p_{2}V_{2}^{n}\Rightarrow {\frac {p_{2}}{p_{1}}}\ =\left({\frac {V_{1}}{V_{2}}}\right)^{n}&\\{\frac {p^{\frac {n-1}{n}}}{T}}={\text{constant}}={\frac {p_{1}^{\frac {n-1}{n}}}{T_{1}}}={\frac {p_{2}^{\frac {n-1}{n}}}{T_{2}}}\Rightarrow \left({\frac {p_{2}}{p_{1}}}\right)^{\frac {n-1}{n}}={\frac {T_{2}}{T_{1}}}&\end{cases}}}
要讓氣體在封閉容器中多方壓縮（或多方膨脹）所做的功。
{\displaystyle W=\int _{V_{1}}^{V_{2}}pdV=p_{1}V_{1}^{n}\int _{V_{1}}^{V_{2}}V^{-n}dV={\frac {p_{1}V_{1}^{n}}{1-n}}(V_{2}^{1-n}-V_{1}^{1-n})={\frac {p_{1}V_{1}^{n}}{1-n}}V_{1}^{1-n}\left({\frac {V_{2}^{1-n}}{V_{1}^{1-n}}}-1\right)={\frac {p_{1}V_{1}}{1-n}}\left({\frac {V_{2}^{1-n}}{V_{1}^{1-n}}}-1\right)=}
{\displaystyle ={\frac {p_{1}V_{1}}{1-n}}\left(\left({\frac {V_{1}}{V_{2}}}\right)^{n-1}-1\right)={\frac {p_{1}V_{1}}{1-n}}\left(\left({\frac {p_{2}}{p_{1}}}\right)^{\frac {n-1}{n}}-1\right)={\frac {p_{1}V_{1}}{1-n}}\left({\frac {T_{2}}{T_{1}}}-1\right)}
因此
{\displaystyle W=-{\frac {p_{1}V_{1}}{n-1}}\left(\left({\frac {p_{2}}{p_{1}}}\right)^{\frac {n-1}{n}}-1\right)}
其中p是壓力，V是體積，n在不同壓縮過程下，會有不同的值，1 & 2是指初始狀態以及最終狀態。
- 绝热过程：此模型假設在氣體壓縮過程沒有能量進入或離開氣體，所有提供的功都用來增加氣體的內能，因此其壓力和溫度上昇。溫度上昇的理論值是[28]：

{\displaystyle T_{2}=T_{1}\left({\frac {p_{2}}{p_{1}}}\right)^{(\kappa -1)/\kappa }}
其中T1和T2是以蘭金溫標或开尔文為單位的溫度，p2和p1是絕對壓力，{\displaystyle \kappa =}是绝热指数（空氣的值約為1.4）。在膨脹過程，壓力和溫度不是簡單的正比關係。此過程效率較低，但比較快。在生活中，绝热壓縮比較接近壓縮機隔熱良好、氣體體積很大、時間尺度很短（例如高功率）的情形。在實務還是會有一些熱會從壓縮氣體中流入。若要達到完美的绝热壓縮機，需要在機器各部份作到完美的隔熱。就算是幫腳踏車輪胎充氣，充氣用的金屬管也會發熱。上述溫度和壓縮比的關係可以說明，绝热过程的{\displaystyle n}即為{\displaystyle \kappa }（绝热指数）。
- 等温过程：此模型假設氣體在壓縮或膨脹過程中，其溫度維持不變。此循環中，在因為壓縮對系統作功的同時，也以相同效率將系統內能移到系統外。在生活中，等温壓縮比較接近壓縮機有大的熱交換面積、氣體體積小、時間尺度長（例如小功率）的情形。在多段壓縮機之間使用段間冷卻的壓縮機最可能接近完美的等温壓縮。不過還是無法達到完美的等温壓縮。只有將壓縮機變成無限段，且有對應的段間冷卻器，才可能達到完美的等温过程。

在等温过程中，{\displaystyle n}為1，等温過程所需要作的功為：
{\displaystyle W=\int _{V_{1}}^{V_{2}}pdV=p_{1}V_{1}\int _{V_{1}}^{V_{2}}{\frac {1}{V}}dV=p_{1}V_{1}\ln {\frac {V_{2}}{V_{1}}}=-p_{1}V_{1}\ln \left({\frac {p_{2}}{p_{1}}}\right)}
等温過程需要的功比若要绝热過程要小。
- 多方過程：此模型考慮壓縮時溫度的上昇，以及部份的熱從壓縮機中流失的情形。因此假設熱可以流入系統或流出系統，輸入的功表示為壓力的上昇（多半是可用的功），以及比絕熱膨脹要高的溫度上昇（是因為循環效率產生的損失）。壓縮機效率定義理想100%絕熱壓縮的溫度上昇，除以實際上（多方過程）的溫度上昇。多方壓縮的{\displaystyle n}介於0（定壓過程）到無限大（定軆積過程）。在典型的案例中，以近乎絕熱過程壓縮氣體的情形下，{\displaystyle n}的值會介於1和{\displaystyle \kappa }之間。

## 分段壓縮
以離心式壓縮機來說，現行商品的設計，壓縮一般氣體，單段壓縮比無法超過3.5。氣體壓縮時溫度會上昇，在各段之間會需要冷卻，讓壓縮比較不像絕熱過程，比較像等溫過程。段間冷卻器（中冷器）一般會讓部份氣體凝結成液體，再從蒸氣液體分離器中移除。
若是小型的往復式壓縮機，壓縮機的飛輪可以驅動冷卻風扇，直接用空氣為二段或是多段壓縮之間的中冷器散熱。
螺旋式壓縮機可以用冷卻潤滑油來減少壓縮產生的溫度上昇，因此其壓縮比可以超過9。例如，一般的潛水氣體會經過三段壓縮。若每一段的壓縮比為7。壓縮機的輸出壓力可以到343大氣壓（7 × 7 × 7 = 343 atm）(343 atm或34.8 MPa或5.04 ksi)。

## 動力來源
壓縮機的動力來源有很多種：
- 由涡轮发动机驅動軸流式或離心式壓縮機，這是喷气发动机裡會用的驅動方式。
- 大型壓縮機可能會用蒸汽渦輪發動機或水轮机驅動。
- 电动机價格便宜，本身也安靜，適用於不需移動的壓縮機。家用設備用的小電動機會用單相交流電驅動。較大的電動機就需要工業用的三相交流電。
- 柴油引擎或汽油引擎適用於活動式壓縮機
- 在車輛或是其他的交通工具（像是活塞驅動的飛機、船舶、卡車等），可以用壓縮柴油引擎或的汽油引擎進氣空氣，讓引擎每個行程燃燒更多的燃油，以提昇柴油或汽油引擎的功率輸出。引擎可以用由其本身的輸出功率來驅動壓縮機（机械增压器），或是用其產生廢氣驅動涡轮发动机，再以此驅動壓縮機（渦輪增壓器）。

## 潤滑
若是用電動機驅動的壓縮機，就可以用变频器或逆變器驅動，而且其速度也可以調整，不過許多全密或是半密壓縮機有內建的潤滑油泵，只能在一定的速度範圍內運作。潤滑油泵的動力來源是連接在驅動壓縮機的同一個傳動軸上，以此帶動油進入壓縮機以及馬達軸承。若速度太低，接觸軸承的潤滑油量不足，最終會造成軸承的失效，若速度太高，過多的潤滑油會從軸承以及壓縮機中流失，可能會因為飛濺而進入壓縮氣體中，最終潤滑油耗盡，軸承無法潤滑，造成損壞。潤滑油也可能會污染冷媒、空氣或是其他要壓縮的氣體。

## 應用
壓縮機可用在許多需要高壓氣體或是需要減少氣體體積的應用裡：
- 在天然氣的管道輸送（英语：pipeline transport），壓縮機的動力用引擎帶動，而能源來源就是源自於天然氣，因此不需要額外的動力源。
- 石油精煉廠、天然氣廠、石化廠、化工廠以及類似的大型工廠需要壓縮中間產物以及最終產物的氣體。
- 制冷及空氣調節設備在冷凍循環中需要壓縮機來移動熱量（參考蒸氣壓縮製冷）
- 燃氣渦輪發動機會壓縮進氣的氣體
- 在医学、焊接等應用中需要少量的純氣體，一般會用壓縮方式將氣體填充進高壓氣瓶。
- 許多工業、製造業或是建築中用的气动工具都需要压缩空气作為動力來源。
- PET塑料瓶的製造以及吹氣成型會需要壓縮氣體。
- 有些飛機需要壓縮機讓飛機在高海拔下維持座艙加壓（英语：cabin pressurizatio）。
- 有些喷气发动机（像涡轮喷气发动机及渦輪扇發動機）會為了燃燒燃料需要而壓縮空氣。喷气发动机的涡轮发动机會提供壓縮機動力。
- 在潜水、自給式呼吸器（英语：self-contained breathing apparatus）高壓氧治療以及其他維牲器材中，壓縮機可以提供加壓的呼吸氣體（英语：breathing gas），可能是直接從壓縮機提供，也可能是透過高壓儲氣氣瓶（例如潜水气瓶）提供[30][31]。在水面供給潛水（英语：surface supplied diving）裡，會用空壓機提供呼吸用的低壓氣體。
- 潛艇會用壓縮機來儲存空氣，供後續使用，例如將浮力艙中的水排出，以調整浮力。
- 渦輪增壓器和机械增压器都是提昇内燃机效能的壓縮機，其作法是增加氣缸內的氣體質量流率，讓引擎燃燒較多的燃料，可提供較多的功率。
- 鐵路運輸以及卡車道路運輸裡會用压缩空气來運作火車的空气制动或車輛空氣制動（英语：Air brake (road vehicle)），也用來驅動車門、雨刷、发动机、变速器等。
- 腳踏車或汽機車的維修站會用壓縮空氣來為輪胎充氣，並且驅動氣動工具。
- 火活塞（英语：Fire piston）及熱泵可以加熱空氣或其他氣體，壓縮氣體只是達到此目的的方式之一。
- Rotary lobe壓縮機會用在驅動粉末或是固體的氣動輸送帶需要的空氣。壓力可以從 0.5 bar到2 bar [32]。